# ノヴェル・マウンテンパーク
ノヴェル・マウンテンパーク（英：novel mountain park）は、北海道札幌市中央区にあるスキー場。

## 概要
1970年1月に北央観光開発により開業、「コバランド」として営業され、ゴルフ場を兼ねる形でその後「盤渓コバランドスキー場」の名称も用いられ、後期には「コバワールドスキー場」にリニューアルしたが2004年に北央観光開発と親会社の不動産賃貸業「ケー・ケー」（旧・小林企業）など計3社が破産、2007年にホテル経営を営む工藤産業に移管され、2008年度をもってスキー場営業を終了し2009年度の営業を取りやめとした。
跡地は札幌市内の造園会社が敷地46ヘクタールを借り受けて2012年に貸し農園「コバヴィレッジ」に転換され、その後2014年1月にプロスノーボーダー工藤洸平がプロデュースし平野歩夢などの指導も行った父の佳人が経営する形で父の経営していた土木会社の取引先から出資を募りスキー場を買収し「ノヴェル・マウンテンパーク」として再開業。
バグジャンプ施設を中心にジブエリアも設け夏季にはBMXやスケートボードでの利用も受け入れる。